# Línea Bifurcación Tamarguillo-La Salud
La línea Bifurcación Tamarguillo-La Salud es una línea férrea de 11,2 kilómetros de longitud situada en Sevilla y perteneciente a la red ferroviaria española. Se trata de una línea de ancho ibérico (1668 mm), electrificada y de vía doble. El trazado es utilizado principalmente por los servicios de Cercanías Sevilla, en concreto por trenes de la línea C-4. Siguiendo la catalogación de Adif, es la «línea 444».

## Historia
A finales de la década de 1960 el crecimiento urbanístico de Sevilla generó problemas para la ordenación urbana, debido a la necesidad de reorganizar las infraestructuras ferroviarias que existían en la ciudad. El Plan de Enlaces Ferroviarios de Sevilla, aprobado en 1971, recogía esta aspiración y preveía la reorganización de la red férrea existente. Un primer paso fue la eliminación del antiguo ramal que enlazaba la estación de Sevilla-Empalme con la línea Sevilla-Cádiz, suprimido en 1977; en su lugar, se estableció una conexión ferroviaria a través del prado de Santa Justa. Además, RENFE construyó un ramal exterior que partía desde la zona de Majarabique hasta la estación de La Salud, el cual entró en servicio en 1977.
En enero de 1990 se inauguró las instalaciones de la nueva estación de Sevilla-La Negrilla, dedicada a labores logísticas y de mercancías. Más adelante se añadirían dos nuevos apeaderos a la línea: Palacio de Congresos y Padre Pío-Palmete.
En enero de 2005, con la extinción de la antigua RENFE, las infraestructuras pasaron a manos de Adif.

## Características
La línea tiene una longitud de 11,2 kilómetros, bajo ancho ibérico —1668 mm— y está totalmente electrificada a 3 KV. El trazado es de vía doble en la mayor parte de su recorrido. La línea cuenta con un tráfico ferroviario tanto de pasajeros como de mercancías. Usan el trazado principalmente los convoyes de la línea C-4 de Cercanías Sevilla. Según datos de Adif de diciembre de 2019, el tráfico medio de esta línea fue de unos 50 trenes diarios.